# Compsocerinos
Compsocerinos (Compsocerini) é uma tribo de coleópteros da subfamília Cerambycinae.

## Sistemática
- Ordem Coleoptera
  - Subordem Polyphaga
    - Infraordem Cucujiformia
      - Superfamília Chrysomeloidea
        - Família Cerambycidae
          - Subfamília Cerambycinae
            - Tribo Compsocerini (Thomson, 1864)
              - Gênero Acabyara (Napp & Martins, 2006)
              - Gênero Achenoderus (Napp, 1979)
              - Gênero Acoremia (Kolbe, 1893)
              - Gênero Acrocyrtidus (Jordan, 1894)
              - Gênero Aglaoschema (Napp, 1994)
              - Gênero Callichromopsis (Chevrolat, 1863)
              - Gênero Caperonotus (Napp, 1993)
              - Gênero Chaetosopus (Napp & Martins, 1988)
              - Gênero Chlorethe (Bates, 1867)
              - Gênero Compsoceridius (Bruch, 1908)
              - Gênero Compsocerus (Lacordaire, 1830)
              - Gênero Compsopyris (Dalens, Touroult & Tavakilian, 2010)
              - Gênero Cosmisomopsis (Zajciw, 1960)
              - Gênero Cosmoplatidius (Gounelle, 1911)
              - Gênero Dilocerus (Napp, 1980)
              - Gênero Ecoporanga (Napp & Martins, 2006)
              - Gênero Eduardiella (Holzschuh, 1993)
              - Gênero Evgenius (Fåhraeus, 1872)
              - Gênero Goatacara (Napp & Martins, 2006)
              - Gênero Holosphaga (Aurivillius, 1916)
              - Gênero Hylorus (Thomson, 1864)
              - Gênero Latecyrtidus (Vives & Niisato, 2011)
              - Gênero Maripanus (Germain, 1898)
              - Gênero Mimochariergus (Zajciw, 1960)
              - Gênero Mombasius (Bates, 1879)
              - Gênero Orthostoma (Lacordaire, 1830)
              - Gênero Paramombasius (Fuchs, 1966)
              - Gênero Platycyrtidus (Vives & Niisato, 2011)
              - Gênero Protuberonotum (Barriga & Cepeda, 2004)
              - Gênero Pseudocallidium (Plavilstshikov, 1934)
              - Gênero Rosalia (Audinet-Serville, 1833)
              - Gênero Upindauara (Napp & Martins, 2006)
              - Gênero Villiersocerus (Lepesme, 1950)